# 5e régiment de cavalerie (Italie)
Pour les articles homonymes, voir 5e régiment.

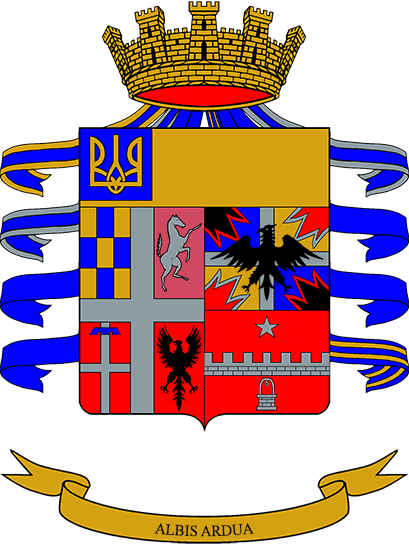
Insignes du 5 régiment de cavalerie italienne.

Le 5e régiment de cavalerie (en italien : 5º Reggimento « Lancieri di Novara ») est un régiment de l’armée de terre italienne.

## Historique
Créé le 24 décembre 1828, le 5e régiment de cavalerie est le plus décoré de la cavalerie italienne. Il est stationné à Codroipo, en Frioul-Vénétie Julienne.